# 2015 BL518
2015 BL518 est un objet transneptunien faisant partie des objets épars d'environ 180 km de diamètre.